# 株式移転
株式移転（かぶしきいてん）とは、1または2以上の株式会社がその発行済株式の全部を新たに設立する株式会社に取得させること（会社法2条32項）。その結果として新設の株式会社が設立され、従来の株式会社は新設会社の完全子会社（100%子会社）となる。企業組織再編手法の一つで、持株会社（ホールディングカンパニー）を創る場合に用いられる。
株式交換が米国法を母法としている制度であるのに対し、株式移転は日本において誕生した制度である。

## 概説
株式移転は日本において1999年（平成11年）の商法改正により導入された（364条 - 372条）。2005年（平成17年）制定の会社法にも引き継がれている。
株式移転とは、1又は2以上の株式会社が、その発行済株式の全部を	新たに設立する株式会社に取得させることを言い（会社法2条32項）、株式移転設立完全親会社は、その成立の日に、株式移転完全子会社の発行済株式の全部を取得する(会社法774条)。
株式交換とは以下の点で異なる。
- 株式移転では親会社を新設する。株式交換では親会社は既存の会社である。
- 株式交換は他企業の買収のためにも使えるが、株式移転では不可能。
- 株式交換では、親会社は合同会社でもよい。
- 効力を発するのは、株式移転では新設親会社の設立登記時。株式交換では株式交換契約で定めた株式交換の日。
- 共同株式移転はあるが、株式交換で類似のものはない。
- 株式移転では、略式手続も簡易手続も存在しない（新設合併と同様）。
- 旧親会社が保有する子会社株式を保有する目的で、会社分割、株式交換、株式譲渡の手続きを行うことがある。

## 手続
- 株式移転計画作成
  - 株式移転計画の作成（会社法772条）
  - 株式移転計画（会社法773条）
- 事前開示
  - 新設合併契約等に関する書面等の備置き及び閲覧等（会社法803条）
株主及び新株予約権者は、株式移転完全子会社等に対して、その営業時間内は、いつでも、株式移転計画書の閲覧を請求することができる。
- 株式移転の承認
  - 株式移転完全子会社は、株主総会の特別決議によって、新設合併契約等の承認を受けなければならない（会社法804条1項、309条2項12号）。ただし、株式移転完全子会社が公開会社であり、かつ、当該株式会社の株主に交付する金銭等の全部または一部が譲渡制限株式等である場合には特殊決議が必要である（会社法804条1項、309条3項3号
  - 反対株主らには会社に対する株式買取請求権が与えられる。
- 債権者保護手続（会社法810条）
  - 会社債権者異議手続が必要な場合がある。
- 株券の提出に関する公告等（会社法219条1項8号）
- 新設親会社設立登記

なお、例外を除いて会社法第二編株式会社 第一章設立の規定は適用されない（814条）。

## 会計
新設完全親会社でのみ、仕訳が必要となる（開始仕訳となる）。借方は「子会社株式」、貸方は「資本金」と資本準備金とその他資本剰余金となる。
借方「子会社株式」の価額については、その株式移転を取得とみなすか持分の結合とみなすかで相違がある。取得とみなした場合はパーチェス法が適用される。
子会社が複数の時は、以下のような手続きを踏む。
すなわち、会計上の手続きのみ上述のように仮定する。全企業が一気に株式移転の手続きを完了するのではなく、まずは子会社間で企業結合（買収型合併）が行われ、その後、結合された一つの会社が株式を移転する。そのために子会社をさらに分類する。子会社のなかの一つを取得企業、それ以外が被取得企業と、あらかじめ分けておく（株式が市場で流通している会社を取得企業とすべきである）。
パーチェス法では借方「子会社株式」の価額は、取得企業株式の取得原価 ＋ 被取得企業株式の取得原価となるのだが、
- 取得企業株式の取得原価は取得企業の純資産額（帳簿価額）
- 被取得企業株式の取得原価は被取得企業株主に払った対価総額 = 取得企業株式時価単価 × 被取得企業株主に交付した株式数。

それらを加算して子会社株式の総額を求める。
子会社での仕訳はない。